# Einzeitungskreis
Ein Einzeitungskreis (auch Ein-Zeitungs-Kreis) ist ein Landkreis oder eine kreisfreie Stadt, in dem bzw. in der sich die Einwohner nur aus einer einzigen Tageszeitung über das örtliche Geschehen informieren können. Die betreffende Zeitung hat somit für die Lokalberichterstattung in diesem Bereich ein Monopol. Die Bezeichnung ist in Deutschland seit den 1950er Jahren und aufgrund der zunehmenden Pressekonzentration in der Pressegeschichte bekannt.
In mehr als der Hälfte der rund 400 deutschen (Land-)Kreise und Städte erscheint nur eine tägliche Lokal- oder Regional-Zeitung. Sie sind somit Einzeitungskreise.

## Hintergrund
Insgesamt gab es 2006 in Deutschland 353 Tageszeitungen mit eigenem Titel, von denen jedoch viele eng kooperieren und teilidentisch sind. Alle Zeitungen, die mit einem gemeinsamen Mantel erscheinen, werden in der Publizistikwissenschaft als Publizistische Einheit bezeichnet. 2006 gab es 137 dieser Einheiten in Deutschland, die angesichts der vielfältigen Kooperationen als beste statistische Näherung für Zeitungs-Hauptredaktionen und damit als Maß für die publizistische Vielfalt angesehen werden. Die Zahl der wirtschaftlich unabhängigen, miteinander im Wettbewerb stehenden Einheiten ist wesentlich geringer, da insbesondere aufgrund der wenigen großen Zeitungsverlage viele Zeitungen als publizistische Einheiten verbunden sind.
Ab Mai 2004 stellte die Tageszeitung taz anlässlich der geplanten Liberalisierung des Kartellrechtes für Zeitungen in einer viel beachteten Reihe täglich einen „Einzeitungskreis“ vor. Diese taz-Kampagne wird auch außerhalb Deutschlands im Kampf gegen die Pressekonzentration oft zitiert. Der Bundesverband Deutscher Anzeigenblätter (BVDA) protestierte gegen sie, weil sich seine Mitglieder mit ihren Publikationen nicht wahrgenommen fühlten, wobei sie doch „ganz wesentlich den lokalen Informationsbedarf der Bevölkerung“ abdecken würden. Bei diesen Publikationen handelt es sich um Anzeigenblätter, die jedoch in der Regel nicht täglich erscheinen.

## Einzeitungs-Großstädte
Großstädte mit nur einer lokalen Abonnementzeitung (36):
- Aachen – Aachener Zeitung
- Augsburg – Augsburger Allgemeine
- Bochum – Westdeutsche Allgemeine Zeitung
- Bottrop – Westdeutsche Allgemeine Zeitung
- Braunschweig – Braunschweiger Zeitung
- Bremerhaven – Nordsee-Zeitung
- Chemnitz – Freie Presse
- Darmstadt – Darmstädter Echo
- Freiburg im Breisgau – Badische Zeitung
- Fürth – Fürther Nachrichten
- Gelsenkirchen – Westdeutsche Allgemeine Zeitung
- Göttingen – Göttinger Tageblatt
- Hagen – Westfalenpost (In Hagen erscheint auch die „Zombiezeitung“ Westfälische Rundschau, diese ist jedoch mittlerweile mit der Westfalenpost inhaltsgleich.)
- Halle (Saale) – Mitteldeutsche Zeitung
- Hamm – Westfälischer Anzeiger
- Heidelberg – Rhein-Neckar-Zeitung
- Heilbronn – Heilbronner Stimme
- Herne – Westdeutsche Allgemeine Zeitung
- Hildesheim – Hildesheimer Allgemeine Zeitung
- Ingolstadt – Donaukurier
- Karlsruhe – Badische Neueste Nachrichten
- Kassel – Hessische/Niedersächsische Allgemeine
- Kiel – Kieler Nachrichten
- Koblenz – Rhein-Zeitung
- Leipzig – Leipziger Volkszeitung
- Lübeck – Lübecker Nachrichten
- Magdeburg – Volksstimme
- Mainz – Allgemeine Zeitung
- Münster – Westfälische Nachrichten (In Münster erscheint auch die „Zombiezeitung“ Münstersche Zeitung, diese ist jedoch mittlerweile mit den Westfälischen Nachrichten inhaltsgleich)
- Oldenburg – Nordwest-Zeitung
- Osnabrück – Neue Osnabrücker Zeitung
- Regensburg – Mittelbayerische Zeitung
- Saarbrücken – Saarbrücker Zeitung
- Trier – Trierischer Volksfreund
- Wiesbaden – Wiesbadener Kurier
- Wuppertal – Westdeutsche Zeitung

Großstädte mit zwei Abonnementzeitungen derselben Verlagsgruppe (11):
- Bergisch Gladbach – Kölnische Rundschau und Kölner Stadt-Anzeiger
- Erfurt – Thüringer Allgemeine und Thüringische Landeszeitung
- Essen – Westdeutsche Allgemeine Zeitung und Neue Ruhr Zeitung
- Hannover – Hannoversche Allgemeine Zeitung und Neue Presse
- Jena – Ostthüringer Zeitung und Thüringische Landeszeitung
- Köln – Kölnische Rundschau und Kölner Stadt-Anzeiger
- Mülheim an der Ruhr – Westdeutsche Allgemeine Zeitung und Neue Ruhr Zeitung
- Nürnberg – Nürnberger Nachrichten und Nürnberger Zeitung
- Oberhausen – Westdeutsche Allgemeine Zeitung und Neue Ruhr Zeitung
- Stuttgart – Stuttgarter Zeitung und Stuttgarter Nachrichten (Gemeinschaftsredaktion)
- Würzburg – Main-Post und Fränkisches Volksblatt[2]